# Ziębia
Ziębia – struga na ziemi prudnickiej, w południowo-zachodniej Polsce, w województwie opolskim, powiecie nyskim, gminie Korfantów. Dopływ rzeki Ścinawa Niemodlińska.
Źródło strugi znajduje się na wschód od rezerwatu przyrody Blok. Przepływa w rejonie miejscowości Podgórze i Smolarnia. Na północ od wsi Przechód, w przysiółki Smolarnia, uchodzi do Ścinawy Niemodlińskiej.